# Янська стоянка
70°43′13″ пн. ш. 135°23′07″ сх. д. / 70.720168° пн. ш. 135.385254° сх. д.
Я́нська стоя́нка — найпівнічніша після Буор-Хая/Орто-Стан палеолітична стоянка людини сучасного типу в Арктиці (Якутія), що датується віком у 32,5 тис. років.
Стоянку виявлено 2001 року на півночі Якутії в районі селища золотошукачів Сєвєрний (Усть-Янський улус) завдяки геологу Михайлу Дашцерене, який раніше виявив у цьому місці знаряддя з кістки волохатого носорога. Стоянка лежить за 120 км від гирла річки Яна та північніше 71° пн. ш. До цього найпівнічнішою в світі вважалася стоянка Берелех, розташована трохи південніше 71° пн. ш. на річці Берелех, а також стоянки Бизова, Мамонтова Кур'я та місця розкопок Киминейкей.
Янська стоянка (Яна RHS) приурочена до другої 18-метрової тераси Яни та є групою ділянок розосереджених на відстані 2,5 км в середній частині відкладів цієї тераси на висоті 7-7,5 метрів.
Десятки радіовуглецевих датувань дають вік 27-28,5 тис. років. На стоянці виявлено кам'яні, кістяні і бивневі знаряддя, начиння і вироби символічного призначення (прикраси, предмети мистецтва). Від часу відкриття стоянок Мальта́ і Буреть, вперше в Сибіру відкрито настільки багату і різноманітну колекцію предметів мистецтва на пам'ятці епохи палеоліту. Мистецтво Янської стоянки має глибокі корені у спільній культурній основі верхнього палеоліту Євразії. У матеріалі Янської стоянки не виявлено нічого спільного з індустрією південнішої дюктайської культури. Людських останків на стоянці довгий час не могли виявити.
У пункті Сєвєрний Янської стоянки знайдено скупчення кісткових решток плейстоценових тварин, складованих мешканцями стоянки в зниженні рельєфу, в заболоченому місці поблизу житлової зони. Неподалік виявлено ділянку культурного шару з вогнищем. На трьох лопатках мамонтів і на правій клубовій кістці тазу молодого мамонта виявлено сліди від знарядь давньої людини. Під'язикові кістки мамонта знайдено в тому ж культурному шарі, але відділеними від основного кісткового накопичення, що вказує на транспортування та споживання свіжих органів мамонта. Мамонтів добували переважно не для м'яса, а для того, щоб виготовляти з бивнів держаки метальних знарядь.
Керівник експедиції Інституту історії матеріальної культури РАН Володимир Пітулько вважає, що мешканці янської стоянки, які жили 28,5—27 тис. років тому, могли використовувати прикраси (намиста, налобні обручі («діадеми»), браслети) як своєрідну систему ідентифікації особи.
У двох фрагментованих молочних зубів (Yana 1 і Yana 2), знайдених на Янській стоянці (вік ~31,6 тис. років), визначено Y-хромосомну гаплогрупу P1 (предкова для Y-хромосомних гаплогруп Q і R) і мітохондріальну гаплогрупу U2. Популяція давніх північних сибіряків (Ancient North Siberians, ANS), представлена мешканцями Янської стоянки, зазнала біфуркації ~38 тис. років тому від західних євразійців, незабаром після того, як останні відокремилися від східних азійців. Між 20 і 11 тис. років тому населення ANS значною мірою замінили народи з предками зі Східної Азії. Генетичне секвенування останків з Янської стоянки показало, що зразок зі стоянки Мальта́ був нащадком північносибірських янців. Змішання східно-азійської й північносибірської популяцій пізніше призвело до виникнення палеосибірської популяції, представленої зразком з Дуванного Яру (9,77 тис. років тому), і предків корінних американців, які згодом заселили Америку.
У зразка Yana_young (766 років томуу) визначено Y-хромосомна гаплогрупа N1a1a1a1a4a1-M1993 і мітохондріальна гаплогрупа D4o2a.
У чотирьох представників сімейства псових виду Canis lupus з Янської стоянки, що жили 28 тис. років тому, генетики визначили три мітохондріальних гаплотипи. В одного зразка з Яни (S805) гілка гаплотипу була така ж, як у нині вимерлого японського вовка (Canis lupus hodophilax), датованого XIV—XVIII століттями.
Геном із плейстоценової вовчої нижньої щелепи «Яна» має покриття 4,7×. Щелепу датовано 33 019,5 календарних років тому. Геном «Яна» виявився пов'язаний з вовками, тоді як геном собаки «Жохов» з мезолітичної Жоховської стоянки виявився найтісніше пов'язаний з собаками. Геном «Яна» тісніше пов'язаний з плейстоценовим вовком з Таймиру, ніж зі сучасними вовками. D-статистика вказала на надлишок алелів між плейстоценовими вовками з Янської стоянки і з Таймиру з одного боку і американо-жоховськими їздовими собаками з іншого, що наводить на думку про змішання, яке сталося між плейстоценовими вовками і предками американо-жоховських їздових собак.